# Seitenkyū

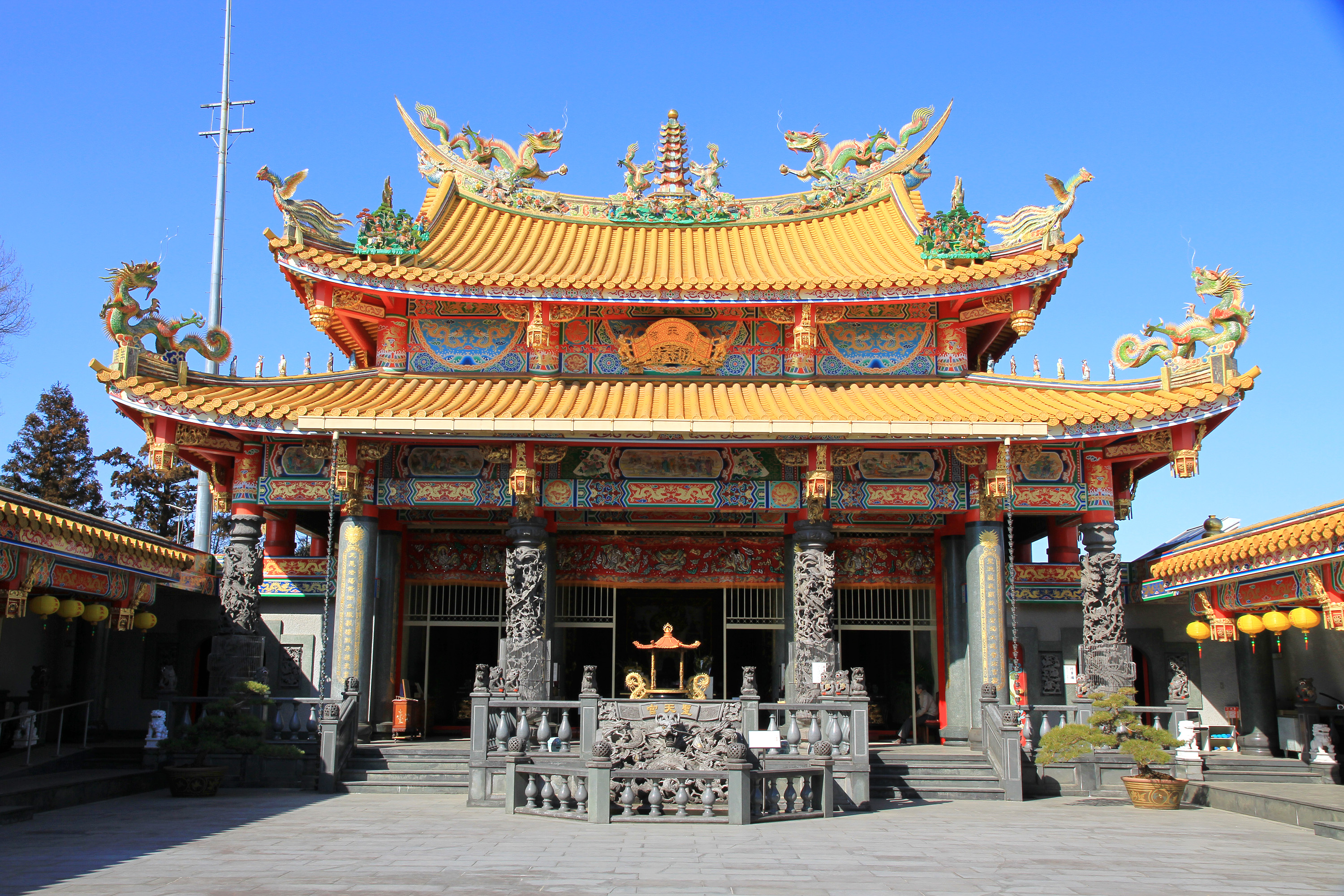
Bâtiment principal.

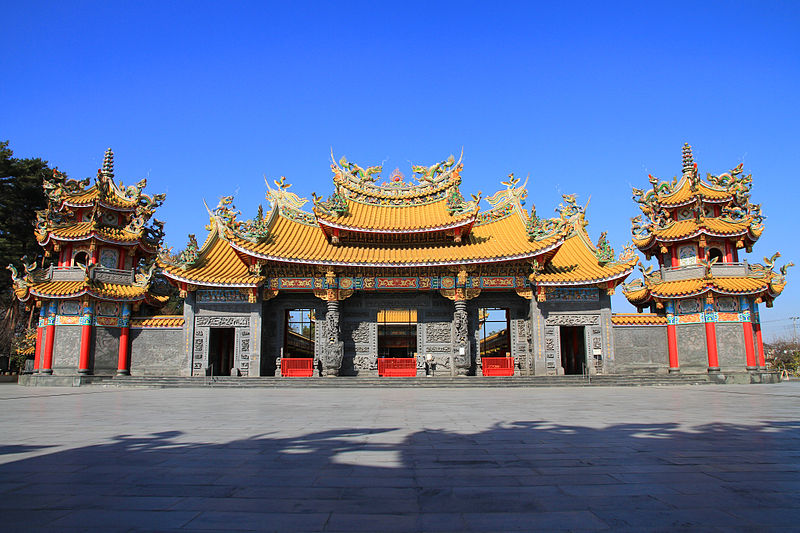
La tour du Tambour (gauche) et la tour de la cloche (droite).

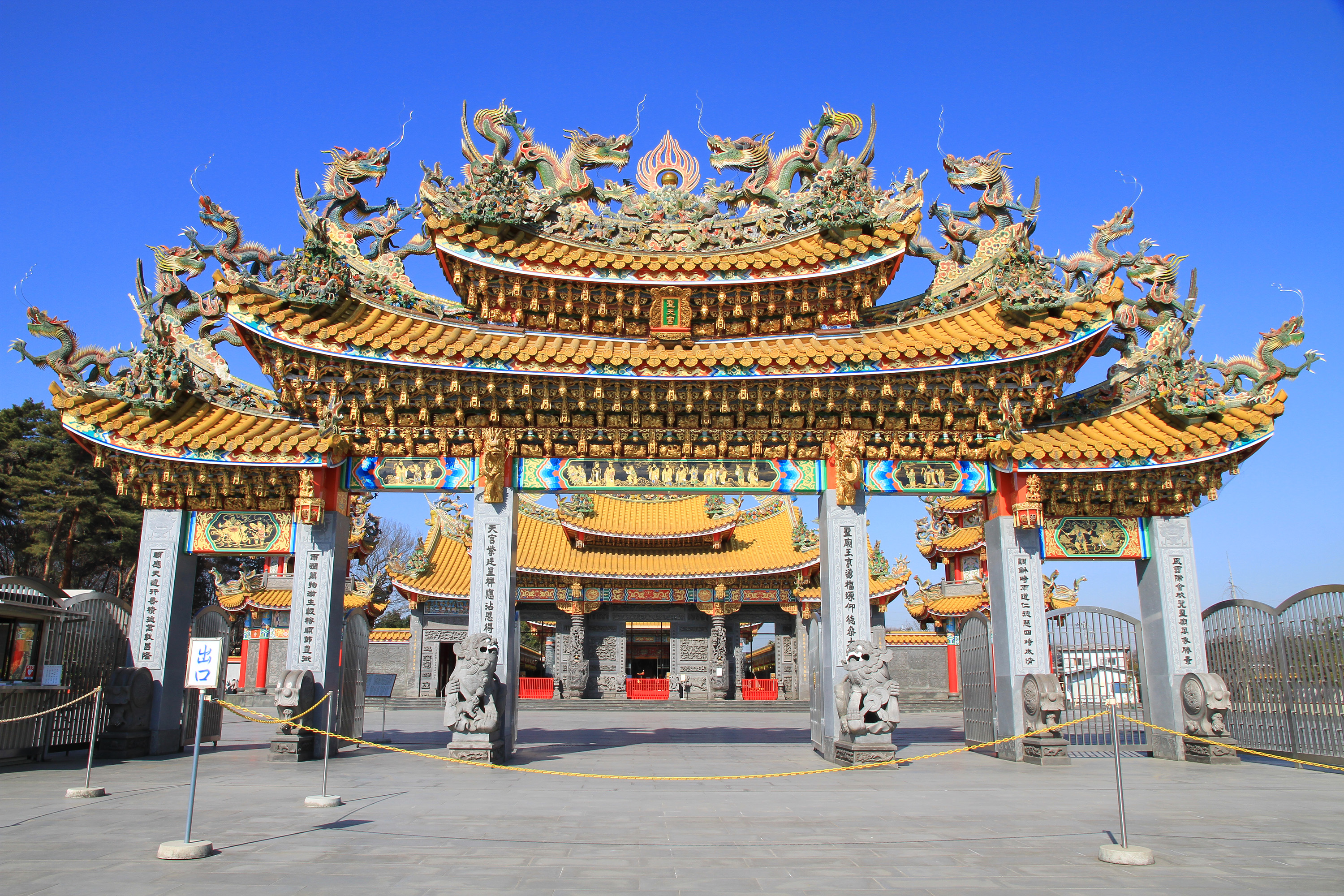
Porte principale.

Le Seitenkyū (聖天宮) (Chinois : Sheng Tian Gong ou Xien Ten Gong, lit. « Palais du Ciel Saint ») est un temple taoïste situé à Sakado dans la préfecture de Saitama au Japon. C'est le plus grand temple taoïste du pays. Les Trois Purs (三清道祖 sanseidosso) en sont les divinités principales.

## Histoire
Il fut inauguré en 1995 après 15 années de travaux par un prêtre taoïste d'origine taïwanaise nommé Kang Kuo-Den (康國典). Celui-ci, frappé d'une maladie incurable au début de la quarantaine, avait guéri miraculeusement, ce qu'il avait attribué à ses méditations taoïstes. Il désira alors, en signe de gratitude, construire un lieu de culte dédié au salut et à la protection. Le futur emplacement lui fut révélé dans un rêve, ainsi que son nom et son style. La construction débuta en 1981.

## Caractéristiques
Construit dans les styles architecturaux traditionnels chinois et taïwanais, ses couleurs vives et ses décorations particulièrement riches contrastent nettement avec les simples sanctuaires shinto et temples bouddhistes au Japon. Les tuiles jaunes de son toit sont celles qui étaient autrefois exclusivement utilisées pour la construction des temples et des lieux de résidence de l'empereur. Le bâtiment principal du complexe fut construit sans aucun clou et contient d'impressionnantes sculptures. Le plafond est constitué de dix-mille pièces de verre. Les piliers en pierre de 5 m de haut du type "double dragon" yin sont sculptés dans un seul bloc selon une méthode élaborée. La porte fait 4 m de large.
Le temple possède deux tours, celle du tambour (Yin) et celle de la cloche (Yang), ouvertes au public. Dans l'ancienne Chine, les villes disposaient très souvent d'une grande tour centrale avec un tambour à l'intérieur et d'une autre avec une cloche. Ces instruments étaient utilisés pour annoncer l'heure jusqu'en 1924, lorsque des horloges occidentales furent installées. Aujourd'hui, les tours sont souvent devenues des lieux touristiques. Les deux tours du temple sonnent chaque jour à 15h et il est décommandé de se trouver au dernier étage à ce moment car le son produit est extrêmement fort.
Le temple offre des séances de Tai-chi-chuan les samedi et dimanche matins pour les confirmés et les débutants. Des visites guidées sont possibles sur réservation.

## Culte
Des prières sont offertes quotidiennement au temple pendant que brûle de l'encens. La forme et la couleur de la fumée sont minutieusement observées car considérées comme des présages possibles : les formes de dragons, de femmes ou de phénix sont jugées de bon augure pour le fidèle offrant ses prières. Les fidèles prient également avec des talismans dans d'autres sanctuaires du complexe, et en fonction de leur année de naissance, une couleur spécifique est privilégiée pour l'accomplissement de leurs désirs.

## Galerie

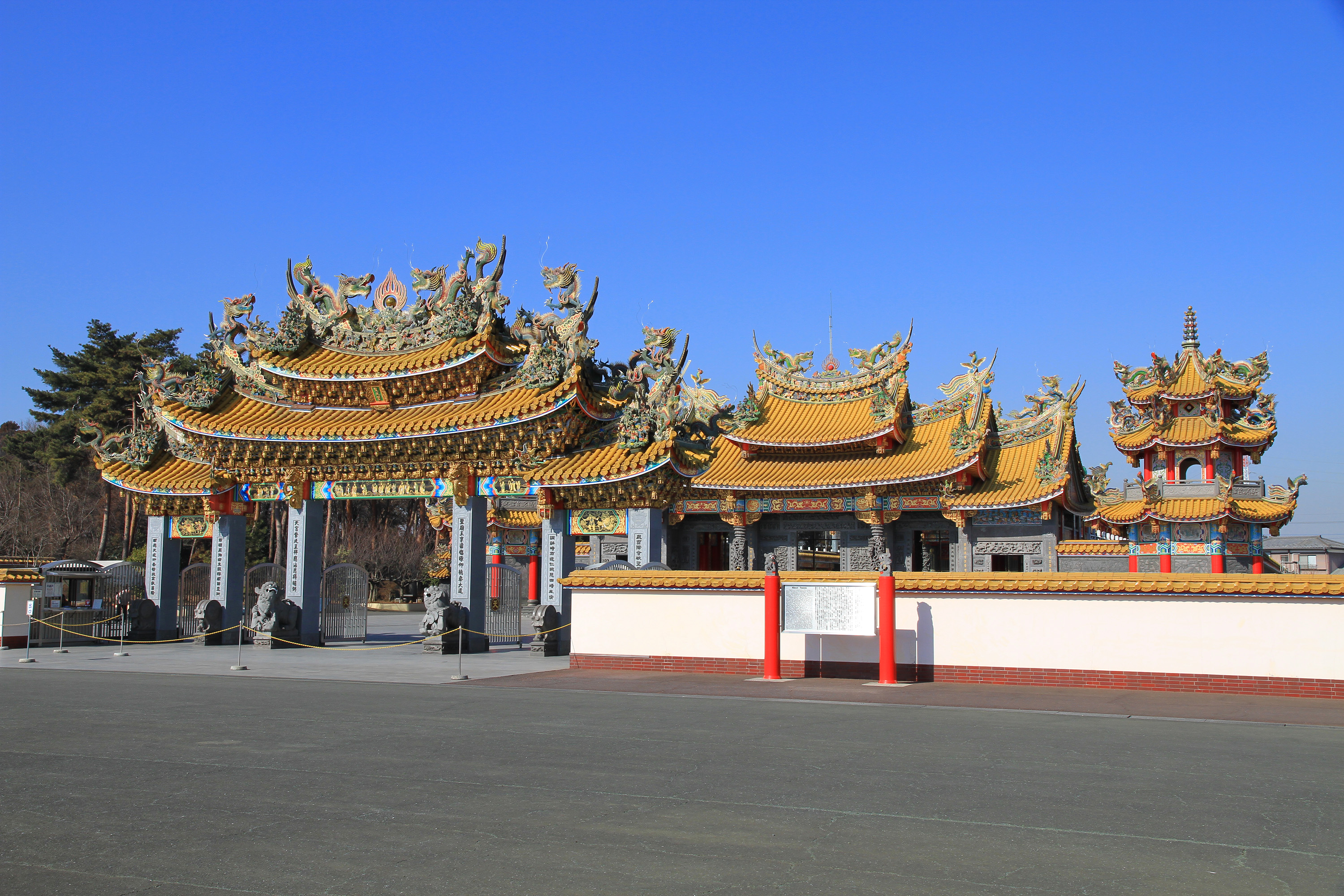
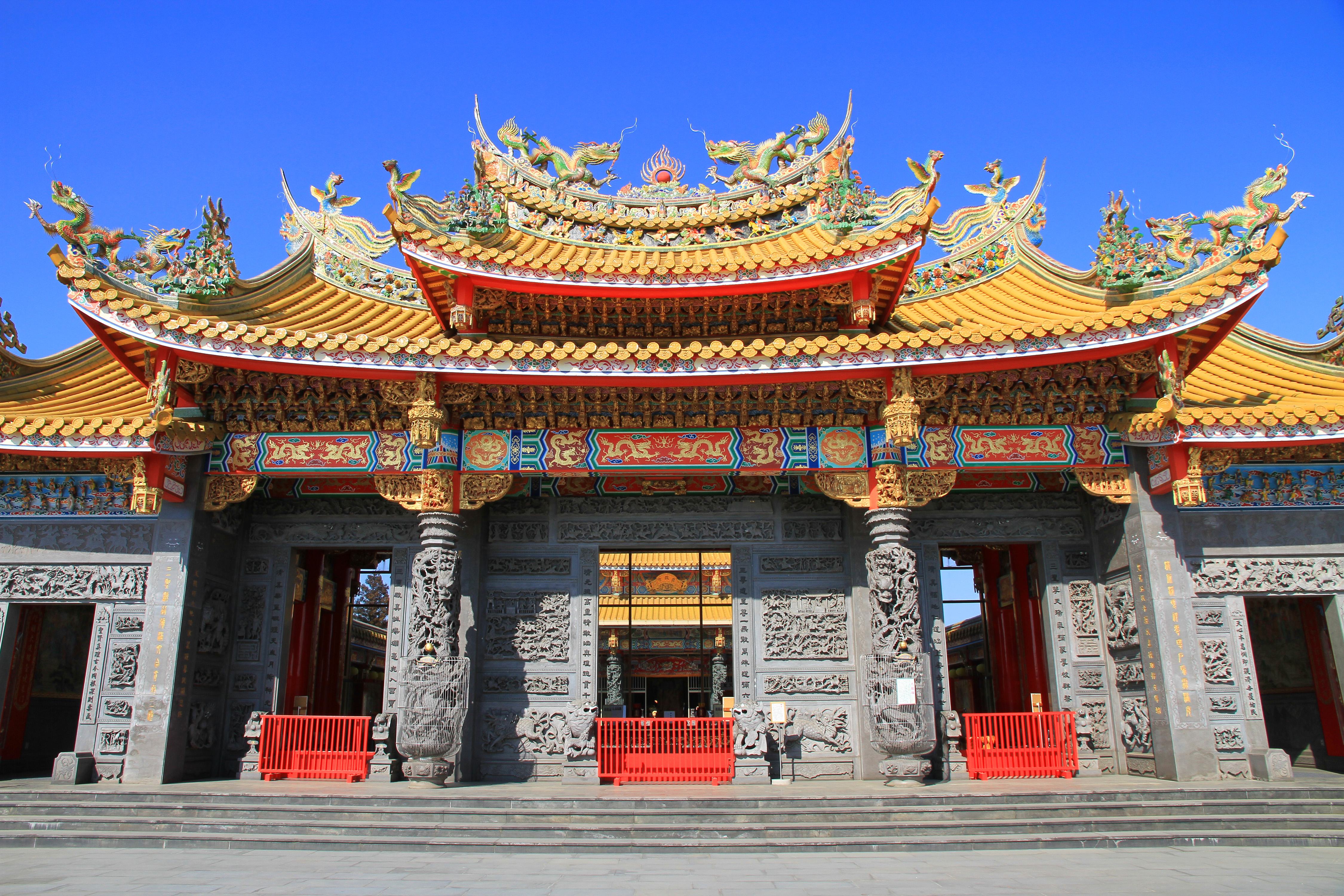
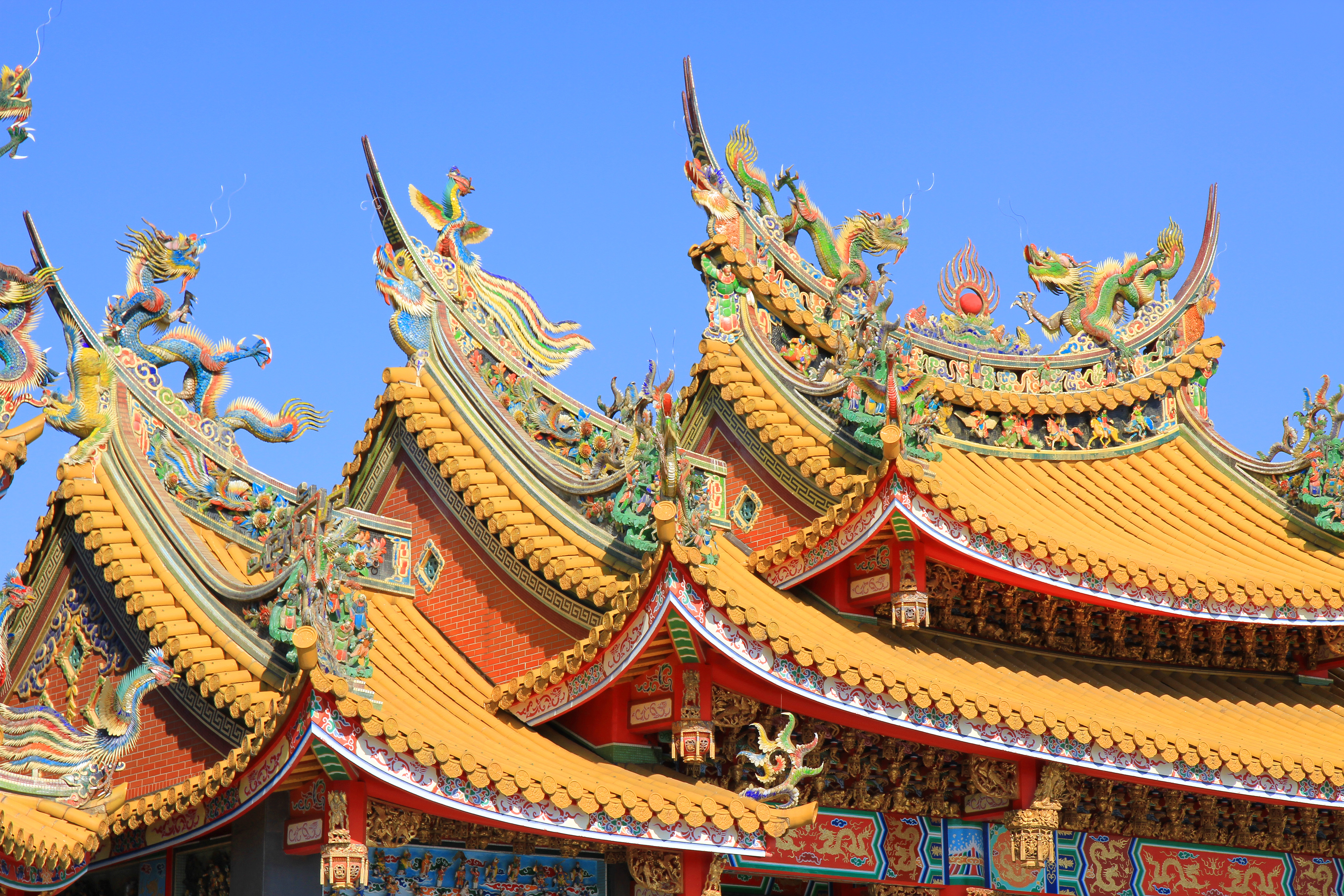
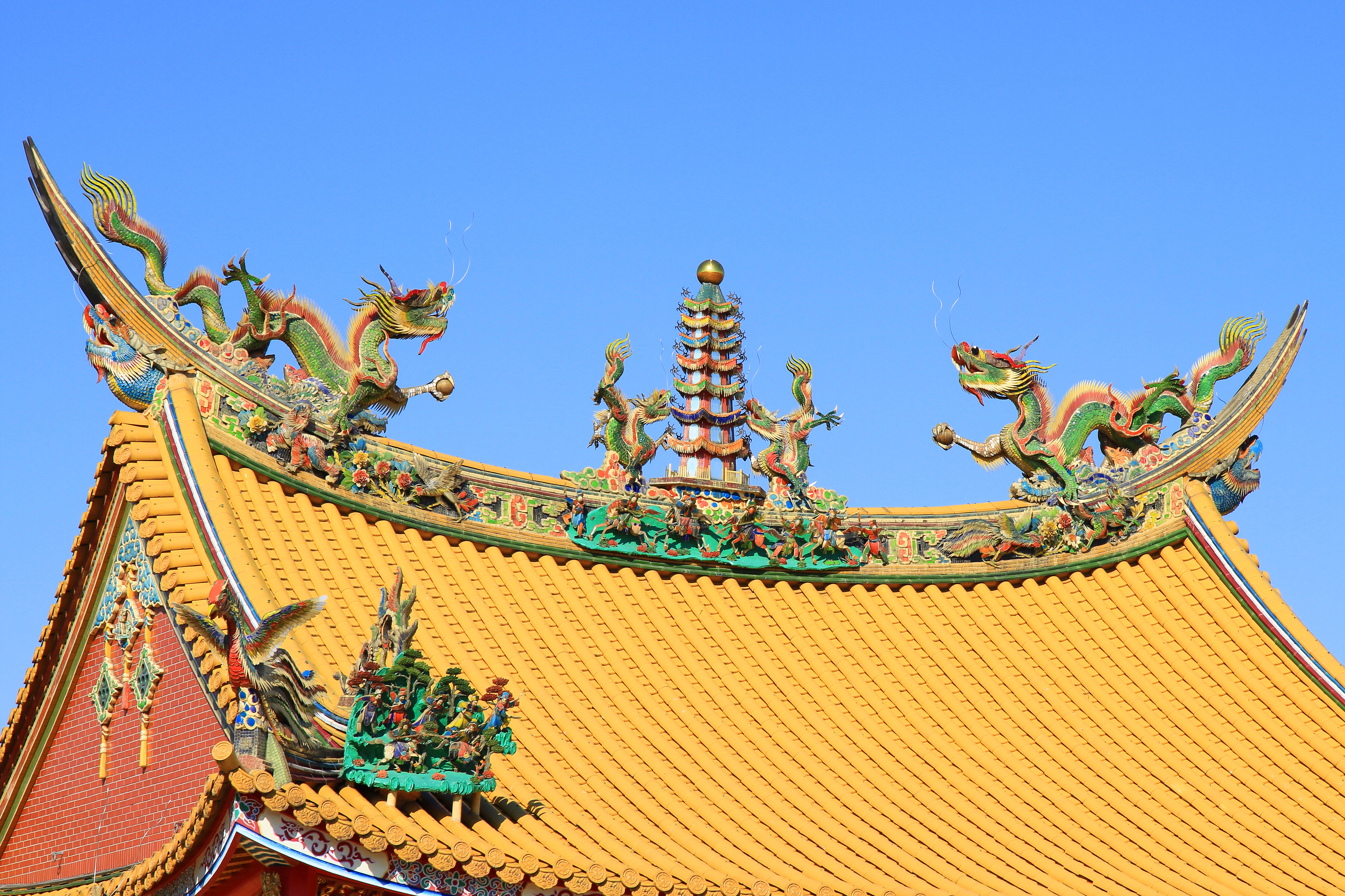
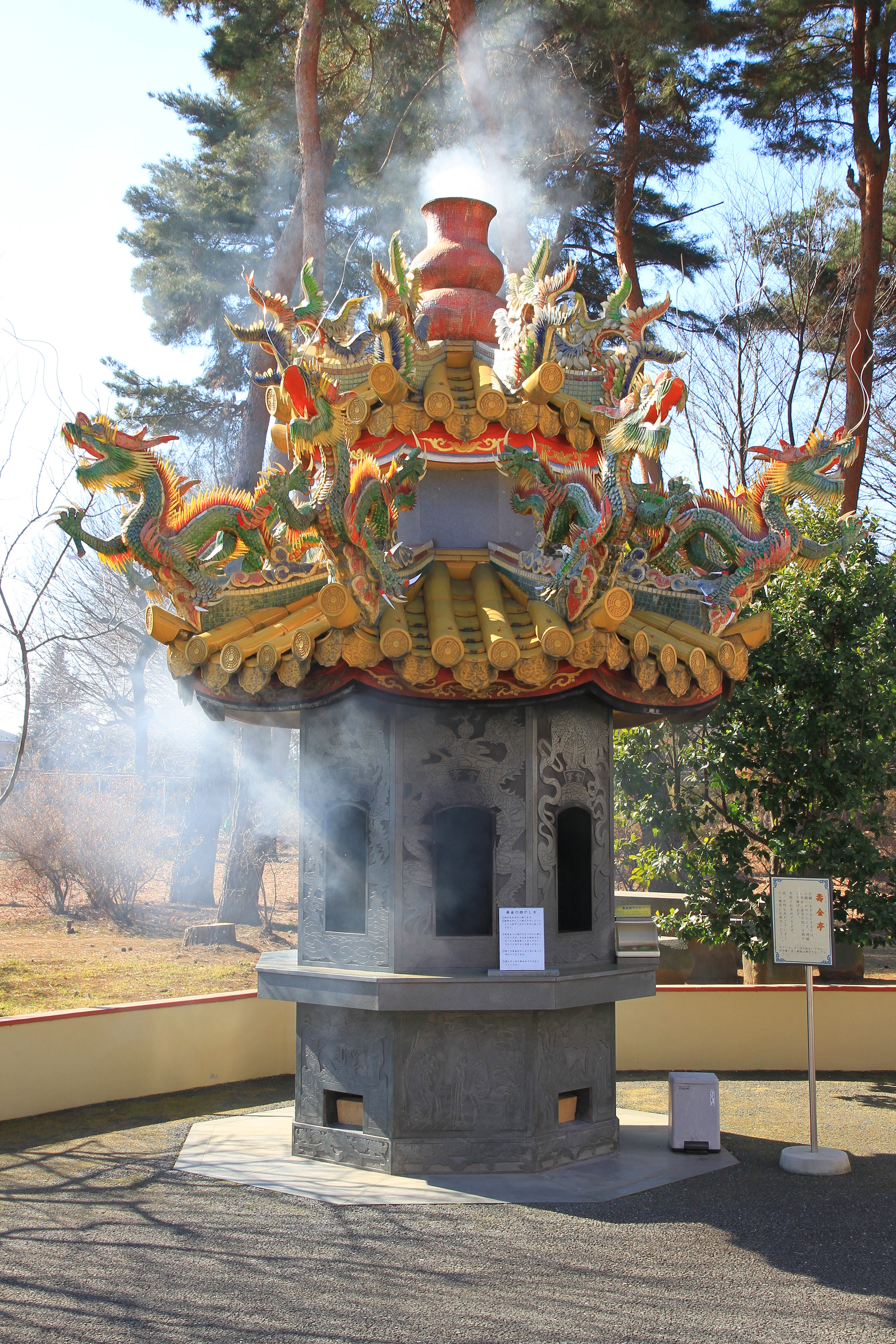
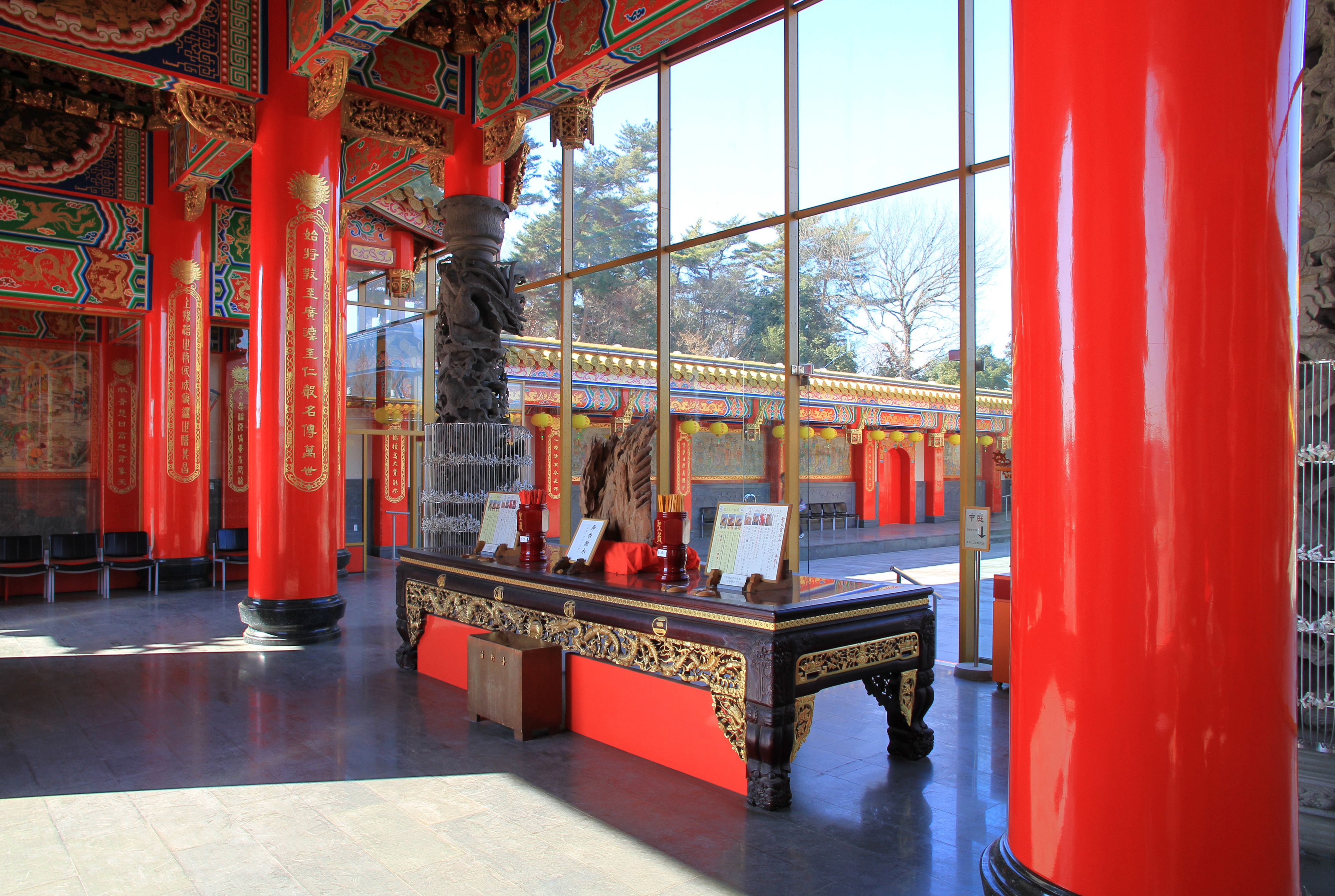
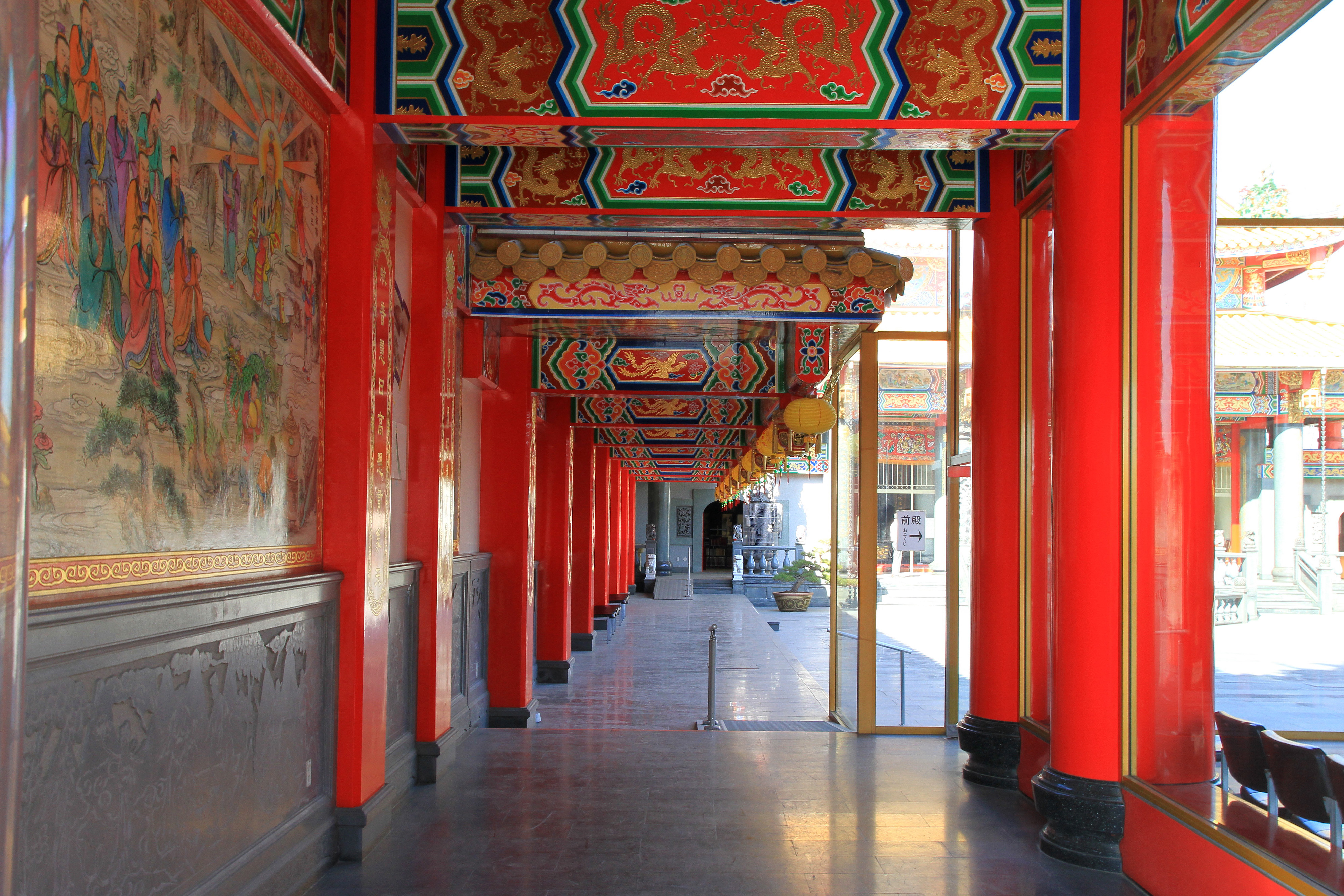
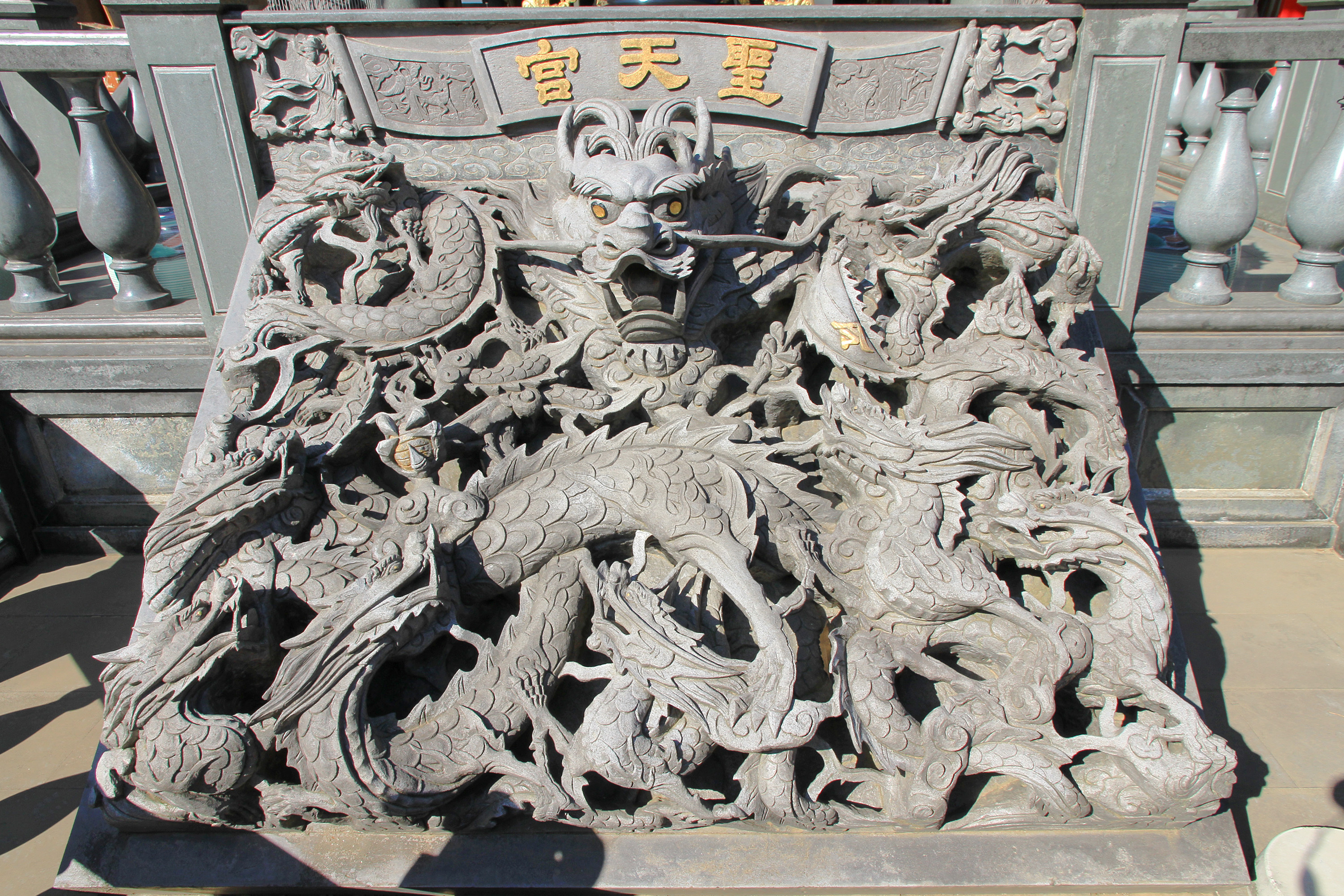
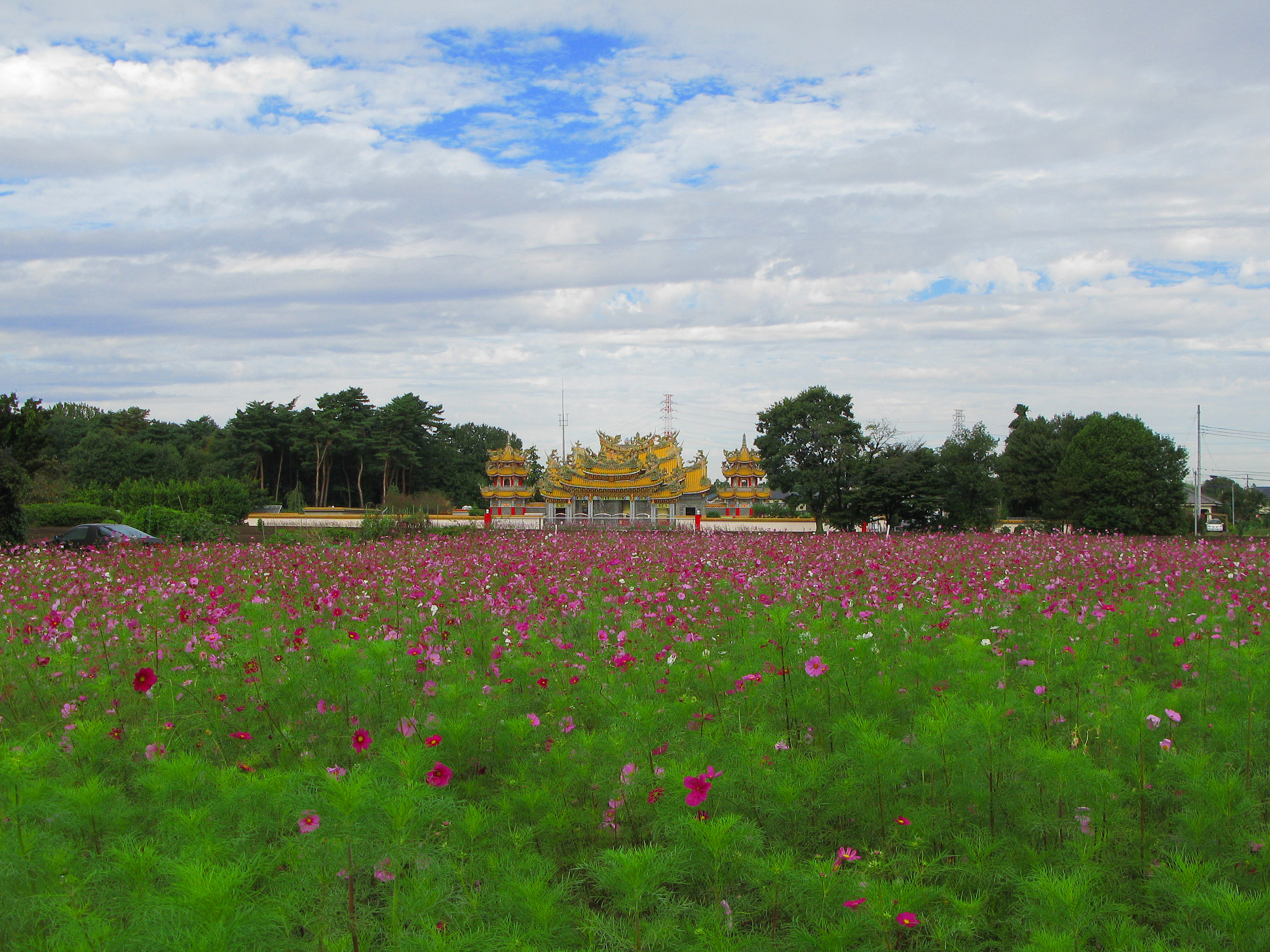